# Troisième circonscription de l'Hérault
La troisième circonscription de l'Hérault est l'une des neuf circonscriptions législatives françaises que compte le département de l'Hérault (34) situé en région Occitanie.

## Description géographique et démographique

### De 1958 à 1986
Le département avait cinq circonscriptions.
La troisième circonscription de l'Hérault était composée de :
- canton de Florensac
- canton de Frontignan
- canton de Mèze
- canton de Montagnac
- canton de Pézenas
- canton de Roujan
- canton de Sète

Source : Journal Officiel du 13-14 Octobre 1958.

### Depuis 1988
La troisième circonscription de l'Hérault a été créée par le découpage électoral de la loi no 86-1197 du 24 novembre 1986, et regroupait les divisions administratives suivantes : cantons de Castelnau-le-Lez, de Castries, de Lunel, de Mauguio, de Montpellier-3, et des communes de Garrigues et Campagne.
Depuis l'ordonnance no 2009-935 du 29 juillet 2009, ratifiée par le Parlement français le 21 janvier 2010, elle regroupe les divisions administratives suivantes : cantons de Castelnau-le-Lez, Castries, Montpellier-2, et les communes de Boisseron, Saturargues, Saussines, Saint-Christol, Saint-Sériès, Vérargues, Villetelle, Campagne et Garrigues.
Après le redécoupage des cantons de 2014, la troisième circonscription englobe une partie du canton de Montpellier-Castelnau-le-Lez, du canton de Lunel, du canton de Saint-Gély-du-Fesc et le canton du Crès. 
D'après le recensement général de la population en 2021, réalisé par l'Institut national de la statistique et des études économiques (INSEE), la population totale de cette circonscription est estimée à 134163 habitants,.

| Nom                       | Code Insee | Intercommunalité                   | Superficie (km2) | Population (dernière pop. légale) | Densité (hab./km2) |
| ------------------------- | ---------- | ---------------------------------- | ---------------- | --------------------------------- | ------------------ |
| Assas                     | 34014      | CC du Grand Pic Saint-Loup         | 19,11            | 1 430 (2022)                      | 75                 |
| Baillargues               | 34022      | Montpellier Méditerranée Métropole | 7,68             | 7 793 (2022)                      | 1 015              |
| Beaulieu                  | 34027      | Montpellier Méditerranée Métropole | 7,73             | 2 239 (2022)                      | 290                |
| Boisseron                 | 34033      | CA Lunel Agglo                     | 7,46             | 2 178 (2022)                      | 292                |
| Buzignargues              | 34043      | CC du Grand Pic Saint-Loup         | 4,61             | 373 (2022)                        | 81                 |
| Campagne                  | 34048      | CA Lunel Agglo                     | 4,84             | 311 (2022)                        | 64                 |
| Castelnau-le-Lez          | 34057      | Montpellier Méditerranée Métropole | 11,18            | 25 404 (2022)                     | 2 272              |
| Castries                  | 34058      | Montpellier Méditerranée Métropole | 24,05            | 6 722 (2022)                      | 280                |
| Clapiers                  | 34077      | Montpellier Méditerranée Métropole | 7,69             | 6 010 (2022)                      | 782                |
| Entre-Vignes              | 34246      | CA Lunel Agglo                     | 16,8             | 2 186 (2022)                      | 130                |
| Galargues                 | 34110      | CA Lunel Agglo                     | 11,43            | 755 (2022)                        | 66                 |
| Garrigues                 | 34112      | CA Lunel Agglo                     | 4,92             | 232 (2022)                        | 47                 |
| Guzargues                 | 34118      | CC du Grand Pic Saint-Loup         | 11,73            | 497 (2022)                        | 42                 |
| Jacou                     | 34120      | Montpellier Méditerranée Métropole | 3,43             | 6 964 (2022)                      | 2 030              |
| Le Crès                   | 34090      | Montpellier Méditerranée Métropole | 5,84             | 9 267 (2022)                      | 1 587              |
| Montaud                   | 34164      | Montpellier Méditerranée Métropole | 12,92            | 1 024 (2022)                      | 79                 |
| Montferrier-sur-Lez       | 34169      | Montpellier Méditerranée Métropole | 7,7              | 4 117 (2022)                      | 535                |
| Montpellier               | 34172      | Montpellier Méditerranée Métropole | 56,88            | 307 101 (2022)                    | 5 399              |
| Restinclières             | 34227      | Montpellier Méditerranée Métropole | 6,53             | 2 573 (2022)                      | 394                |
| Saint-Brès                | 34244      | Montpellier Méditerranée Métropole | 4,86             | 3 462 (2022)                      | 712                |
| Saint-Drézéry             | 34249      | Montpellier Méditerranée Métropole | 10,47            | 2 952 (2022)                      | 282                |
| Saint-Geniès-des-Mourgues | 34256      | Montpellier Méditerranée Métropole | 11,37            | 2 112 (2022)                      | 186                |
| Saint-Hilaire-de-Beauvoir | 34263      | CC du Grand Pic Saint-Loup         | 4,69             | 458 (2022)                        | 98                 |
| Saint-Jean-de-Cornies     | 34265      | CC du Grand Pic Saint-Loup         | 3,11             | 839 (2022)                        | 270                |
| Saint-Sériès              | 34288      | CA Lunel Agglo                     | 4,56             | 972 (2022)                        | 213                |
| Saussines                 | 34296      | CA Lunel Agglo                     | 6,28             | 992 (2022)                        | 158                |
| Saturargues               | 34294      | CA Lunel Agglo                     | 5,99             | 1 021 (2022)                      | 170                |
| Sussargues                | 34307      | Montpellier Méditerranée Métropole | 6,48             | 2 817 (2022)                      | 435                |
| Teyran                    | 34309      | CC du Grand Pic Saint-Loup         | 10,04            | 4 729 (2022)                      | 471                |
| Vendargues                | 34327      | Montpellier Méditerranée Métropole | 8,98             | 7 157 (2022)                      | 797                |
| Villetelle                | 34340      | CA Lunel Agglo                     | 5,31             | 1 698 (2022)                      | 320                |

- fraction de la commune de Montpellier incluse dans la circonscription (ancien canton de Montpellier-2) : 28 378 habitants

## Historique des députations
| Législature | Début de mandat | Fin de mandat  | Député              | Parti politique | Observations |
| ----------- | --------------- | -------------- | ------------------- | --------------- | --- |
| Ire         | 9 décembre 1958 | 9 octobre 1962 | Cerf Lurie          | UNR             | Mandat écourté à la suite d'une dissolution parlementaire décidée par Charles de Gaulle.                                                                       |
| IIe         | 6 décembre 1962 | 2 avril 1967   | Jules Moch          | SFIO            | |
| IIIe        | 3 avril 1967    | 30 mai 1968    | Pierre Arraut       | PCF             | Maire de Sète. Mandat écourté à la suite d'une dissolution parlementaire décidée par Charles de Gaulle.                                                        |
| IVe         | 11 juillet 1968 | 1er avril 1973 | André Collière      | UDR             | |
| Ve          | 2 avril 1973    | 2 avril 1978   | Pierre Arraut       | PCF             | |
| VIe         | 3 avril 1978    | 22 mai 1981    | Myriam Barbera      | PCF             | Mandat écourté à la suite d'une dissolution parlementaire décidée par François Mitterrand.                                                                     |
| VIIe        | 2 juillet 1981  | 1er avril 1986 | Jean Lacombe        | PS              | |
| VIIIe       | 2 avril 1986    | 14 mai 1988    | -                   | -               | Proportionnelle par département, pas de député par circonscription. Mandat écourté à la suite d'une dissolution parlementaire décidée par François Mitterrand. |
| IXe         | 23 juin 1988    | 1er avril 1993 | René Couveinhes     | RPR             | Maire de La Grande-Motte |
| Xe          | 2 avril 1993    | 21 avril 1997  | René Couveinhes,    | RPR,            | Mandat écourté à la suite d'une dissolution parlementaire décidée par Jacques Chirac.                                                                          |
| XIe         | 12 juin 1997    | 18 juin 2002   | Christine Lazerges, | PS,             | Adjointe au maire de Montpellier |
| XIIe        | 19 juin 2002    | 19 juin 2007   | Jean-Pierre Grand,  | UMP,            | Maire de Castelnau-le-Lez |
| XIIIe       | 20 juin 2007    | 19 juin 2012   | Jean-Pierre Grand   | UMP - RS        | Maire de Castelnau-le-Lez |
| XIVe        | 20 juin 2012    | 20 juin 2017   | Fanny Dombre-Coste  | PS              | |
| XVe         | 21 juin 2017    | 21 juin 2022   | Coralie Dubost      | REM             | |
| XVIe        | 22 juin 2022    | 9 juin 2024    | Laurence Cristol    | RE              | Conseillère départementale de l'Hérault Mandat écourté à la suite d'une dissolution parlementaire décidée par Emmanuel Macron.                                 |
| XVIIe       | 8 juillet 2024  | En cours       | Fanny Dombre-Coste  | PS              | Première adjointe au maire de Montpellier Conseillère municipale de Montpellier                                                                                |

## Historique des élections

### Élections de 1958
| Candidat       | Candidat       | Parti          | Premier tour | Premier tour | Second tour | Second tour |  |
| Candidat       | Candidat       | Parti          | Voix         | %            | Voix        | %           |  |
| -------------- | -------------- | -------------- | ------------ | ------------ | ----------- | ----------- |  |
|                | Jules Moch     | SFIO           | 12 286       | 29,44        | 15 244      | 33,25       |  |
|                | Raoul Calas    | PCF            | 12 239       | 29,32        | 13 696      | 29,87       |  |
|                | Cerf Lurie élu | UNR            | 7 644        | 18,31        | 16 905      | 36,87       |  |
|                | Émile Cazzani  | MRP            | 6 825        | 16,35        | Retrait     | Retrait     |  |
|                | Abel Pomarède  | Extrême droite | 2 744        | 6,57         | Retrait     | Retrait     |  |
|                |                |                |              |              |             |             |  |
| Inscrits       | Inscrits       | Inscrits       | 58 165       | 100,00       | 58 259      | 100,00      |  |
| Abstentions    | Abstentions    | Abstentions    | 15 439       | 26,54        | 11 864      | 20,36       |  |
| Votants        | Votants        | Votants        | 42 726       | 73,46        | 46 395      | 79,64       |  |
| Blancs et nuls | Blancs et nuls | Blancs et nuls | 988          | 2,31         | 550         | 1,19        |  |
| Exprimés       | Exprimés       | Exprimés       | 41 738       | 97,69        | 45 845      | 98,81       |  |

Le suppléant de Cerf Lurie était Étienne Vergnettes, artisan-monteur radio-télé.

### Élections de 1962
| Candidat       | Candidat           | Parti          | Premier tour | Premier tour | Second tour | Second tour |  |
| Candidat       | Candidat           | Parti          | Voix         | %            | Voix        | %           |  |
| -------------- | ------------------ | -------------- | ------------ | ------------ | ----------- | ----------- |  |
|                | Raoul Calas        | PCF            | 13 581       | 33,98        | Retrait     | Retrait     |  |
|                | Cerf Lurie sortant | UNR-UDT        | 12 042       | 30,13        | 16 836      | 39,77       |  |
|                | Jules Moch élu     | SFIO           | 11 313       | 28,31        | 24 281      | 57,36       |  |
|                | Émile Cazzani      | Modérés        | 3 026        | 7,57         | 1 216       | 2,87        |  |
|                |                    |                |              |              |             |             |  |
| Inscrits       | Inscrits           | Inscrits       | 59 885       | 100,00       | 59 878      | 100,00      |  |
| Abstentions    | Abstentions        | Abstentions    | 18 975       | 31,69        | 16 262      | 27,16       |  |
| Votants        | Votants            | Votants        | 40 910       | 68,31        | 43 616      | 72,84       |  |
| Blancs et nuls | Blancs et nuls     | Blancs et nuls | 948          | 2,32         | 1 283       | 2,94        |  |
| Exprimés       | Exprimés           | Exprimés       | 39 962       | 97,68        | 42 333      | 97,06       |  |

Le suppléant de Jules Moch était Charles Alliès.

### Élections de 1967
| Candidat       | Candidat          | Parti                     | Premier tour | Premier tour | Second tour | Second tour |  |
| Candidat       | Candidat          | Parti                     | Voix         | %            | Voix        | %           |  |
| -------------- | ----------------- | ------------------------- | ------------ | ------------ | ----------- | ----------- |  |
|                | Pierre Arraut élu | PCF                       | 17 166       | 35,47        | 27 396      | 57,73       |  |
|                | Charles Alliès    | FGDS (SFIO)               | 11 849       | 24,48        | Retrait     | Retrait     |  |
|                | André Collière    | UD-Ve                     | 10 828       | 22,37        | 20 062      | 42,27       |  |
|                | Émile Cazzani     | CD (PDM)                  | 4 988        | 10,31        |             |             |  |
|                | Cerf Lurie        | Divers droite (Gaulliste) | 2 139        | 4,42         |             |             |  |
|                | Robert Lapeyre    | Extrême droite            | 1 429        | 2,95         |             |             |  |
|                |                   |                           |              |              |             |             |  |
| Inscrits       | Inscrits          | Inscrits                  | 63 570       | 100,00       | 63 563      | 100,00      |  |
| Abstentions    | Abstentions       | Abstentions               | 13 986       | 22           | 13 460      | 21,18       |  |
| Votants        | Votants           | Votants                   | 49 584       | 78           | 50 103      | 78,82       |  |
| Blancs et nuls | Blancs et nuls    | Blancs et nuls            | 1 185        | 2,39         | 2 645       | 5,28        |  |
| Exprimés       | Exprimés          | Exprimés                  | 48 399       | 97,61        | 47 458      | 94,72       |  |

Le suppléant de Pierre Arraut était Lucien Guiraudou, viticulteur à Adissan.

### Élections de 1968
| Candidat       | Candidat              | Parti          | Premier tour | Premier tour | Second tour | Second tour |  |
| Candidat       | Candidat              | Parti          | Voix         | %            | Voix        | %           |  |
| -------------- | --------------------- | -------------- | ------------ | ------------ | ----------- | ----------- |  |
|                | André Collière élu    | UDR (URP)      | 21 920       | 44,81        | 26 176      | 53,63       |  |
|                | Pierre Arraut sortant | PCF            | 16 164       | 33,04        | 22 635      | 46,37       |  |
|                | Charles Alliès        | FGDS (SFIO)    | 10 838       | 22,15        | Retrait     | Retrait     |  |
|                |                       |                |              |              |             |             |  |
| Inscrits       | Inscrits              | Inscrits       | 63 544       | 100,00       | 63 545      | 100,00      |  |
| Abstentions    | Abstentions           | Abstentions    | 13 602       | 21,41        | 13 023      | 20,49       |  |
| Votants        | Votants               | Votants        | 49 942       | 78,59        | 50 522      | 79,51       |  |
| Blancs et nuls | Blancs et nuls        | Blancs et nuls | 1 020        | 2,04         | 1 711       | 3,39        |  |
| Exprimés       | Exprimés              | Exprimés       | 48 922       | 97,96        | 48 811      | 96,61       |  |

Le suppléant d'André Collière était Louis Léon, ancien adjoint au maire de Pézenas.

### Élections de 1973
| Candidat       | Candidat               | Parti          | Premier tour | Premier tour | Second tour | Second tour |  |
| Candidat       | Candidat               | Parti          | Voix         | %            | Voix        | %           |  |
| -------------- | ---------------------- | -------------- | ------------ | ------------ | ----------- | ----------- |  |
|                | Pierre Arraut élu      | PCF            | 18 134       | 33,97        | 30 090      | 55,91       |  |
|                | André Collière sortant | UDR (URP)      | 14 836       | 27,79        | 23 727      | 44,09       |  |
|                | Jean Lacombe           | PS (UGSD)      | 13 333       | 24,98        | Retrait     | Retrait     |  |
|                | Émile Cazzani          | CD (MR)        | 4 897        | 9,17         |             |             |  |
|                | François Luporsi       | Divers droite  | 1 195        | 2,24         |             |             |  |
|                | Paul Alliès            | LCR            | 988          | 1,85         |             |             |  |
|                |                        |                |              |              |             |             |  |
| Inscrits       | Inscrits               | Inscrits       | 67 620       | 100,00       | 67 611      | 100,00      |  |
| Abstentions    | Abstentions            | Abstentions    | 13 252       | 19,6         | 11 395      | 16,85       |  |
| Votants        | Votants                | Votants        | 54 368       | 80,4         | 56 216      | 83,15       |  |
| Blancs et nuls | Blancs et nuls         | Blancs et nuls | 985          | 1,81         | 2 399       | 4,27        |  |
| Exprimés       | Exprimés               | Exprimés       | 53 383       | 98,19        | 53 817      | 95,73       |  |

Le suppléant de Pierre Arraut était André Galan, professeur, maire de Montagnac.

### Élections de 1978
| Candidat       | Candidat            | Parti          | Premier tour | Premier tour | Second tour | Second tour |  |
| Candidat       | Candidat            | Parti          | Voix         | %            | Voix        | %           |  |
| -------------- | ------------------- | -------------- | ------------ | ------------ | ----------- | ----------- |  |
|                | Myriam Barbera élue | PCF            | 21 189       | 33,71        | 35 021      | 54,78       |  |
|                | Yves Marchand       | UDF (PR)       | 14 711       | 23,4         | 28 914      | 45,22       |  |
|                | Yves Pietrasanta    | MRG            | 14 348       | 22,82        | Retrait     | Retrait     |  |
|                | Henri Escarguel     | RPR            | 8 389        | 13,34        |             |             |  |
|                | Edmond Michel       | PSD            | 1 251        | 1,99         |             |             |  |
|                | Paul Alliès         | LCR            | 1 147        | 1,82         |             |             |  |
|                | Gérard Bastide      | Divers (GO)    | 640          | 1,02         |             |             |  |
|                | Antoine Jimenez     | LO             | 616          | 0,98         |             |             |  |
|                | Henri Giffone       | CNIP           | 573          | 0,91         |             |             |  |
|                |                     |                |              |              |             |             |  |
| Inscrits       | Inscrits            | Inscrits       | 76 979       | 100,00       | 76 934      | 100,00      |  |
| Abstentions    | Abstentions         | Abstentions    | 12 642       | 16,42        | 10 608      | 13,79       |  |
| Votants        | Votants             | Votants        | 64 337       | 83,58        | 66 326      | 86,21       |  |
| Blancs et nuls | Blancs et nuls      | Blancs et nuls | 1 473        | 2,29         | 2 391       | 3,6         |  |
| Exprimés       | Exprimés            | Exprimés       | 62 864       | 97,71        | 63 935      | 96,4        |  |

Le suppléant de Myriam Barbera était André Galan.

### Élections de 1981
| Candidat       | Candidat                | Parti          | Premier tour | Premier tour | Second tour | Second tour |  |
| Candidat       | Candidat                | Parti          | Voix         | %            | Voix        | %           |  |
| -------------- | ----------------------- | -------------- | ------------ | ------------ | ----------- | ----------- |  |
|                | Jean Lacombe élu        | PS             | 20 108       | 36,54        | 37 073      | 64,99       |  |
|                | Myriam Barbera sortante | PCF            | 17 475       | 31,76        | Retrait     | Retrait     |  |
|                | Yves Marchand           | UDF (CDS)      | 16 618       | 30,20        | 19 975      | 35,01       |  |
|                | Joseph Llansol          | Divers droite  | 826          | 1,50         |             |             |  |
|                |                         |                |              |              |             |             |  |
| Inscrits       | Inscrits                | Inscrits       | 79 794       | 100,00       | 79 777      | 100,00      |  |
| Abstentions    | Abstentions             | Abstentions    | 24 015       | 30,1         | 20 839      | 26,12       |  |
| Votants        | Votants                 | Votants        | 55 779       | 69,9         | 58 938      | 73,88       |  |
| Blancs et nuls | Blancs et nuls          | Blancs et nuls | 752          | 1,35         | 1 890       | 3,21        |  |
| Exprimés       | Exprimés                | Exprimés       | 55 027       | 98,65        | 57 048      | 96,79       |  |

Le suppléant de Jean Lacombe était René Verdeil, agent EDF-GDF, conseiller municipal de Pézenas.

### Élections de 1988
| Candidat       | Candidat                      | Parti          | Premier tour | Premier tour | Second tour | Second tour |  |
| Candidat       | Candidat                      | Parti          | Voix         | %            | Voix        | %           |  |
| -------------- | ----------------------------- | -------------- | ------------ | ------------ | ----------- | ----------- |  |
|                | Claude Barral                 | PS             | 19 946       | 38,62        | 28 574      | 49,37       |  |
|                | René Couveinhes sortant réélu | RPR (URC)      | 19 220       | 37,22        | 29 299      | 50,63       |  |
|                | Robert Thiéry                 | FN             | 7 790        | 15,08        |             |             |  |
|                | Alain Boissonade              | PCF            | 4 685        | 9,07         |             |             |  |
|                |                               |                |              |              |             |             |  |
| Inscrits       | Inscrits                      | Inscrits       | 78 528       | 100,00       | 78 484      | 100,00      |  |
| Abstentions    | Abstentions                   | Abstentions    | 25 927       | 33,02        | 19 237      | 24,51       |  |
| Votants        | Votants                       | Votants        | 52 601       | 66,98        | 59 247      | 75,49       |  |
| Blancs et nuls | Blancs et nuls                | Blancs et nuls | 960          | 1,83         | 1 374       | 2,32        |  |
| Exprimés       | Exprimés                      | Exprimés       | 51 641       | 98,17        | 57 873      | 97,68       |  |

Le suppléant de René Couveinhes était Jean-Pierre Grand, maire de Castelnau-le-Lez.

### Élections de 1993
| Candidat       | Candidat                      | Parti          | Premier tour | Premier tour | Second tour | Second tour |  |
| Candidat       | Candidat                      | Parti          | Voix         | %            | Voix        | %           |  |
| -------------- | ----------------------------- | -------------- | ------------ | ------------ | ----------- | ----------- |  |
|                | René Couveinhes sortant réélu | RPR (UPF)      | 24 120       | 39,94        | 35 120      | 59,44       |  |
|                | Jean Valès                    | PS (ADFP)      | 11 379       | 18,84        | 23 965      | 40,56       |  |
|                | Jean-Louis Pelletier          | FN             | 10 194       | 16,88        |             |             |  |
|                | Bruno Gutierrez               | Les Verts      | 5 656        | 9,37         |             |             |  |
|                | Alain Boissonade              | PCF            | 4 984        | 8,25         |             |             |  |
|                | Odette Monteillard            | LT-LNÉ         | 1 681        | 2,78         |             |             |  |
|                | Michel Labonne                | MDC            | 1 637        | 2,71         |             |             |  |
|                | Claude Troise                 | AP             | 738          | 1,22         |             |             |  |
|                |                               |                |              |              |             |             |  |
| Inscrits       | Inscrits                      | Inscrits       | 91 092       | 100,00       | 91 120      | 100,00      |  |
| Abstentions    | Abstentions                   | Abstentions    | 27 100       | 29,75        | 26 562      | 29,15       |  |
| Votants        | Votants                       | Votants        | 63 992       | 70,25        | 64 558      | 70,85       |  |
| Blancs et nuls | Blancs et nuls                | Blancs et nuls | 3 603        | 5,63         | 5 473       | 8,48        |  |
| Exprimés       | Exprimés                      | Exprimés       | 60 389       | 94,37        | 59 085      | 91,52       |  |

Le suppléant de René Couveinhes était Pierre Dudieuzère, maire de Vendargues.

### Élections de 1997
| Candidat       | Candidat                | Parti             | Premier tour | Premier tour | Second tour | Second tour |  |
| Candidat       | Candidat                | Parti             | Voix         | %            | Voix        | %           |  |
| -------------- | ----------------------- | ----------------- | ------------ | ------------ | ----------- | ----------- |  |
|                | Christine Lazerges élue | PS                | 17 579       | 26,92        | 36 309      | 58,57       |  |
|                | Jean-Louis Pelletier    | FN                | 12 847       | 19,67        | 25 679      | 41,43       |  |
|                | René Couveinhes sortant | RPR               | 10 957       | 16,78        |             |             |  |
|                | Jean-Pierre Grand       | diss. RPR         | 10 168       | 15,57        |             |             |  |
|                | Michel Génibrel         | PCF               | 5 386        | 8,25         |             |             |  |
|                | Nicole Moschetti-Stamm  | Les Verts         | 2 387        | 3,66         |             |             |  |
|                | Jean-Luc Maillot        | LDI (MPF)         | 1 312        | 2,01         |             |             |  |
|                | Jean-Marc Olivier       | LT-LNÉ            | 1 051        | 1,61         |             |             |  |
|                | Jean Darnaud            | MDC               | 851          | 1,3          |             |             |  |
|                | Bruno Gutierrez         | Divers écologiste | 834          | 1,28         |             |             |  |
|                | Nicolas Desclèves       | US4J              | 822          | 1,26         |             |             |  |
|                | Michel Lenthéric        | PE                | 768          | 1,18         |             |             |  |
|                | Daniel Bézard           | Extrême droite    | 189          | 0,29         |             |             |  |
|                | Stéphane Frachet        | Divers droite     | 152          | 0,23         |             |             |  |
|                |                         |                   |              |              |             |             |  |
| Inscrits       | Inscrits                | Inscrits          | 98 391       | 100,00       | 98 384      | 100,00      |  |
| Abstentions    | Abstentions             | Abstentions       | 29 879       | 30,37        | 27 724      | 28,18       |  |
| Votants        | Votants                 | Votants           | 68 512       | 69,63        | 70 660      | 71,82       |  |
| Blancs et nuls | Blancs et nuls          | Blancs et nuls    | 3 209        | 4,68         | 8 672       | 12,27       |  |
| Exprimés       | Exprimés                | Exprimés          | 65 303       | 95,32        | 61 988      | 87,73       |  |

Le suppléant de Christine Lazerges était Claude Barral, Vice-Président du Conseil général, conseiller général du canton de Lunel, maire de Lunel.

### Élections de 2002
| Candidat       | Candidat                    | Parti             | Premier tour | Premier tour | Second tour | Second tour |  |
| Candidat       | Candidat                    | Parti             | Voix         | %            | Voix        | %           |  |
| -------------- | --------------------------- | ----------------- | ------------ | ------------ | ----------- | ----------- |  |
|                | Christine Lazerges sortante | PS                | 23 105       | 30,13        | 32 237      | 45,63       |  |
|                | Jean-Pierre Grand élu       | UMP               | 22 766       | 29,69        | 38 419      | 54,37       |  |
|                | Jean-Louis Pelletier        | FN                | 12 461       | 16,25        |             |             |  |
|                | Pierre Dudieuzère           | Divers droite     | 4 964        | 6,47         |             |             |  |
|                | Jean-Luc Meissonnier        | Divers droite     | 3 664        | 4,78         |             |             |  |
|                | Jean-Pierre Gaillard        | CPNT              | 1 747        | 2,28         |             |             |  |
|                | Jean Charpentier            | Les Verts         | 1 702        | 2,22         |             |             |  |
|                | Noura El Ghayati            | LCR               | 1 604        | 2,09         |             |             |  |
|                | Agnès Olinet                | LO                | 812          | 1,06         |             |             |  |
|                | Fabien Schall               | LT-LNÉ            | 785          | 1,02         |             |             |  |
|                | Jean-Claude Manifacier      | MNR               | 717          | 0,94         |             |             |  |
|                | José Arcon                  | Divers            | 589          | 0,77         |             |             |  |
|                | Georges Fandos              | Divers écologiste | 393          | 0,51         |             |             |  |
|                | Samira Dahmani              | Divers écologiste | 368          | 0,48         |             |             |  |
|                | Philippe Roy                | Divers            | 336          | 0,44         |             |             |  |
|                | Florence Auffray            | ND                | 270          | 0,35         |             |             |  |
|                | Geneviève Capel             | Divers écologiste | 172          | 0,22         |             |             |  |
|                | Serge Robles                | Divers            | 140          | 0,18         |             |             |  |
|                | Guy Cammeo                  | Divers écologiste | 86           | 0,11         |             |             |  |
|                |                             |                   |              |              |             |             |  |
| Inscrits       | Inscrits                    | Inscrits          | 114 722      | 100,00       | 114 718     | 100,00      |  |
| Abstentions    | Abstentions                 | Abstentions       | 36 415       | 31,74        | 40 755      | 35,53       |  |
| Votants        | Votants                     | Votants           | 78 307       | 68,26        | 73 963      | 64,47       |  |
| Blancs et nuls | Blancs et nuls              | Blancs et nuls    | 1 626        | 2,08         | 3 307       | 4,47        |  |
| Exprimés       | Exprimés                    | Exprimés          | 76 681       | 97,92        | 70 656      | 95,53       |  |

La suppléante de Jean-Pierre Grand était Mireille Lavigne, médecin généraliste, maitre de stage à la Faculté de médecine de Montpellier.

### Élections de 2007
| Candidat       | Candidat                        | Parti          | Premier tour | Premier tour | Second tour | Second tour |  |
| Candidat       | Candidat                        | Parti          | Voix         | %            | Voix        | %           |  |
| -------------- | ------------------------------- | -------------- | ------------ | ------------ | ----------- | ----------- |  |
|                | Jean-Pierre Grand sortant réélu | UMP            | 36 628       | 46,59        | 43 039      | 56,7        |  |
|                | Christine Lazerges              | PS             | 21 169       | 26,92        | 32 863      | 43,3        |  |
|                | Georges Fandos                  | UDF–MoDem      | 5 325        | 6,77         |             |             |  |
|                | Julia Plane                     | FN             | 4 902        | 6,23         |             |             |  |
|                | Zina Bourguet                   | Les Verts      | 2 155        | 2,74         |             |             |  |
|                | Michel Génibrel                 | PCF            | 1 960        | 2,49         |             |             |  |
|                | Laurent Jaoul                   | CPNT           | 1 920        | 2,44         |             |             |  |
|                | Cyril Gispert                   | LCR            | 1 582        | 2,01         |             |             |  |
|                | Francois Di Stefano             | LT-LNÉ         | 869          | 1,11         |             |             |  |
|                | Jean-Louis Pelletier            | MPF            | 778          | 0,99         |             |             |  |
|                | Agnès Olinet                    | LO             | 523          | 0,67         |             |             |  |
|                | Dominique Siccardi              | Divers         | 492          | 0,63         |             |             |  |
|                | Jean-Paul Dizier                | MNR            | 323          | 0,41         |             |             |  |
|                |                                 |                |              |              |             |             |  |
| Inscrits       | Inscrits                        | Inscrits       | 126 007      | 100,00       | 126 003     | 100,00      |  |
| Abstentions    | Abstentions                     | Abstentions    | 46 160       | 36,63        | 47 469      | 37,67       |  |
| Votants        | Votants                         | Votants        | 79 847       | 63,37        | 78 534      | 62,33       |  |
| Blancs et nuls | Blancs et nuls                  | Blancs et nuls | 1 221        | 1,53         | 2 632       | 3,35        |  |
| Exprimés       | Exprimés                        | Exprimés       | 78 626       | 98,47        | 75 902      | 96,65       |  |

### Élections de 2012
| Candidat       | Candidat                  | Parti                         | Premier tour | Premier tour | Second tour | Second tour |  |
| Candidat       | Candidat                  | Parti                         | Voix         | %            | Voix        | %           |  |
| -------------- | ------------------------- | ----------------------------- | ------------ | ------------ | ----------- | ----------- |  |
|                | Fanny Dombre-Coste élue   | PS                            | 16 306       | 33,95        | 23 559      | 54,84       |  |
|                | Jean-Pierre Grand sortant | UMP                           | 8 331        | 17,35        | 19 399      | 45,16       |  |
|                | Alain Berthet             | Divers droite (diss. UMP),    | 7 746        | 16,13        |             |             |  |
|                | Jean-Luc Bouchereau       | RBM (FN)                      | 7 628        | 15,88        |             |             |  |
|                | Robert Trinquier          | FG (PCF) (Divers gauche)      | 3 078        | 6,41         |             |             |  |
|                | Marie-Noëlle Sibieude     | EÉLV                          | 2 142        | 4,46         |             |             |  |
|                | Aurélie Armand            | CpF (MoDem)                   | 1 045        | 2,18         |             |             |  |
|                | Patrice Sylvestre         | AÉI                           | 580          | 1,21         |             |             |  |
|                | Grégory Lamotte           | Cap21                         | 562          | 1,17         |             |             |  |
|                | Thomas Balenghien         | NPA                           | 245          | 0,51         |             |             |  |
|                | Guy Gimenes               | Divers (Mouvement anti-radar) | 124          | 0,26         |             |             |  |
|                | Florence Larue            | LO                            | 122          | 0,25         |             |             |  |
|                | André Grangeon            | LdM                           | 121          | 0,25         |             |             |  |
|                | Cécile Jacot              | PRG (GÉ)                      | 0            | 0,00         |             |             |  |
|                |                           |                               |              |              |             |             |  |
| Inscrits       | Inscrits                  | Inscrits                      | 77 414       | 100,00       | 77 416      | 100,00      |  |
| Abstentions    | Abstentions               | Abstentions                   | 28 772       | 37,17        | 31 760      | 41,03       |  |
| Votants        | Votants                   | Votants                       | 48 642       | 62,83        | 45 656      | 58,97       |  |
| Blancs et nuls | Blancs et nuls            | Blancs et nuls                | 612          | 1,26         | 2 698       | 5,91        |  |
| Exprimés       | Exprimés                  | Exprimés                      | 48 030       | 98,74        | 42 958      | 94,09       |  |

### Élections de 2017
|                                                                            |                                                                                    |                           |                           |                          |                          |
|                                                                            |                                                                                    | Premier tour 11 juin 2017 | Premier tour 11 juin 2017 | Second tour 18 juin 2017 | Second tour 18 juin 2017 |
|                                                                            |                                                                                    |                           |                           |                          |                          |
|                                                                            |                                                                                    | Nombre                    | % des inscrits            | Nombre                   | % des inscrits           |
| Inscrits                                                                   | Inscrits                                                                           | 85 106                    | 100,00                    | 85 109                   | 100,00                   |
| Abstentions                                                                | Abstentions                                                                        | 40 803                    | 47,94                     | 47 407                   | 55,70                    |
| Votants                                                                    | Votants                                                                            | 44 303                    | 52,06                     | 37 702                   | 44,30                    |
|                                                                            |                                                                                    |                           | % des votants             |                          | % des votants            |
| Bulletins blancs                                                           | Bulletins blancs                                                                   | 586                       | 1,32                      | 3 017                    | 8,00                     |
| Bulletins nuls                                                             | Bulletins nuls                                                                     | 206                       | 0,46                      | 1 248                    | 3,31                     |
| Suffrages exprimés                                                         | Suffrages exprimés                                                                 | 43 511                    | 98,21                     | 33 437                   | 88,69                    |
|                                                                            |                                                                                    |                           |                           |                          |                          |
| Candidat Étiquette politique (partis et alliances)                         | Candidat Étiquette politique (partis et alliances)                                 | Voix                      | % des exprimés            | Voix                     | % des exprimés           |
|                                                                            |                                                                                    |                           |                           |                          |                          |
|                                                                            | Coralie Dubost La République en marche !                                           | 16 174                    | 37,17                     | 20 211                   | 60,45                    |
|                                                                            | Stéphane Vidal La France insoumise                                                 | 6 386                     | 14,68                     | 13 226                   | 39,55                    |
|                                                                            | Laurianne Troise Front national                                                    | 5 667                     | 13,02                     |                          |                          |
|                                                                            | Fanny Dombre-Coste (députée sortante) Parti socialiste (Europe Écologie Les Verts) | 5 007                     | 11,51                     |                          |                          |
|                                                                            | Catherine Dardé Les Républicains (Union des démocrates et indépendants)            | 3 703                     | 8,51                      |                          |                          |
|                                                                            | Arnaud Moynier Divers droite (Les Républicains diss.)                              | 3 262                     | 7,50                      |                          |                          |
|                                                                            | Gabriel Mutel Divers (Parti animaliste)                                            | 640                       | 1,47                      |                          |                          |
|                                                                            | Sébastien Avallone Divers droite (Les Républicains diss.)                          | 616                       | 1,42                      |                          |                          |
|                                                                            | Logan Girard Parti communiste français (Ensemble !)                                | 539                       | 1,24                      |                          |                          |
|                                                                            | Marie-Noëlle Sibieude Divers gauche (Nouvelle Donne)                               | 502                       | 1,15                      |                          |                          |
|                                                                            | Joëlle Comte Debout la France                                                      | 480                       | 1,10                      |                          |                          |
|                                                                            | Florence Larue Lutte ouvrière                                                      | 277                       | 0,64                      |                          |                          |
|                                                                            | Laurence Benéteau Divers (Union populaire républicaine)                            | 252                       | 0,58                      |                          |                          |
|                                                                            | Laurent Hoarau Écologiste (Alliance écologiste indépendante)                       | 6                         | 0,01                      |                          |                          |
| Source : Ministère de l'Intérieur - Troisième circonscription de l'Hérault |                                                                                    |                           |                           |                          |                          |

### Élections de 2022
| Résultats des élections législatives des 12 et 19 juin 2022 de la 3e circonscription de l'Hérault |                          |                          |                          |              |              |             |             |
| Candidat                                                                                          | Candidat                 | Parti et coalition       | Nuance                   | Premier tour | Premier tour | Second tour | Second tour |
| Candidat                                                                                          | Candidat                 | Parti et coalition       | Nuance                   | Voix         | %            | Voix        | %           |
|                                                                                                   | Laurence Cristol         | LREM (ENS)               | ENS                      | 12 457       | 26,68        | 22 907      | 53,10       |
|                                                                                                   | Julia Mignacca           | EELV (NUPES)             | NUP                      | 12 416       | 26,59        | 20 229      | 46,90       |
|                                                                                                   | Johana Maurel            | RN                       | RN                       | 8 080        | 17,30        |             |             |
|                                                                                                   | Jean-Luc Bergeon         | PS diss.                 | RDG                      | 4 370        | 9,36         |             |             |
|                                                                                                   | Alain Berthet            | LR                       | LR                       | 2 603        | 5,57         |             |             |
|                                                                                                   | Nicolas Lauron           | REC                      | REC                      | 2 568        | 5,50         |             |             |
|                                                                                                   | Philippe Saurel          | SE                       | DVG                      | 2 070        | 4,43         |             |             |
|                                                                                                   | Alexis Boudaud-Anduaga   | TUPLV,                   | ECO                      | 996          | 2,13         |             |             |
|                                                                                                   | Denis Carabasse          | PA                       | ECO                      | 555          | 1,19         |             |             |
|                                                                                                   | Laurian Combet           | SE                       | DIV                      | 338          | 0,72         |             |             |
|                                                                                                   | Serge Gachon             | LO                       | DXG                      | 246          | 0,53         |             |             |
| Votes valides                                                                                     | Votes valides            | Votes valides            | Votes valides            | 46 699       | 98,51        | 43 136      | 91.69       |
| Votes blancs                                                                                      | Votes blancs             | Votes blancs             | Votes blancs             | 495          | 1,04         | 2718        | 5.78        |
| Votes nuls                                                                                        | Votes nuls               | Votes nuls               | Votes nuls               | 213          | 0,45         | 1192        | 2.53        |
| Total                                                                                             | Total                    | Total                    | Total                    | 47 407       | 100          | 47 046      | 100         |
| Abstention                                                                                        | Abstention               | Abstention               | Abstention               | 44 898       | 48,64        | 45 262      | 49.03       |
| Inscrits / participation                                                                          | Inscrits / participation | Inscrits / participation | Inscrits / participation | 92 308       | 51,36        | 92 308      | 50.97       |

### Élections de 2024
Députée sortante : Laurence Cristol (Renaissance).
| Candidat                 | Candidat                 | Parti et coalition       | Nuance                   | Premier tour | Premier tour | Second tour | Second tour |
| Candidat                 | Candidat                 | Parti et coalition       | Nuance                   | Voix         | %            | Voix        | %           |
| ------------------------ | ------------------------ | ------------------------ | ------------------------ | ------------ | ------------ | ----------- | ----------- |
|                          | Fanny Dombre-Coste       | PS (NFP)                 | UG                       | 22 968       | 33,90        | 36 860      | 58,29       |
|                          | Lauriane Troise          | RN                       | RN                       | 21 872       | 32,28        | 26 379      | 41,71       |
|                          | Laurence Cristol         | RE (ENS)                 | ENS                      | 19 714       | 29,10        | Retrait     | Retrait     |
|                          | Flavio Dalmau            | LÉA (RAS)                | ECO                      | 2 049        | 3,02         |             |             |
|                          | Babeth Ségura            | REC                      | REC                      | 793          | 1,17         |             |             |
|                          | Serge Gachon             | LO                       | EXG                      | 359          | 0,53         |             |             |
|                          |                          |                          |                          |              |              |             |             |
| Votes valides            | Votes valides            | Votes valides            | Votes valides            | 67 755       | 97,63        | 63 239      | 92,21       |
| Votes blancs             | Votes blancs             | Votes blancs             | Votes blancs             | 1 164        | 1,68         | 4 227       | 6,16        |
| Votes nuls               | Votes nuls               | Votes nuls               | Votes nuls               | 482          | 0,69         | 1 118       | 1,63        |
| Total                    | Total                    | Total                    | Total                    | 69 401       | 100          | 68 584      | 100         |
| Abstention               | Abstention               | Abstention               | Abstention               | 24 655       | 26,21        | 25 476      | 27,08       |
| Inscrits / participation | Inscrits / participation | Inscrits / participation | Inscrits / participation | 94 056       | 73,79        | 94 060      | 72,92       |